# Muhammad Rafiq Tarar
Muhammad Rafiq Tarar (ur. 2 listopada 1929 w Gudźranwali, zm. 7 marca 2022 w Lahaurze) – pakistański polityk i prawnik. Od 1 stycznia 1998 do 20 czerwca 2001 był 9. prezydentem Pakistanu.

## Życiorys
Absolwent prawa University of the Punjab w 1949. Po ukończeniu studiów rozpoczął karierę w Sądzie Najwyższym w Lahaurze jako sędzia (1974) i członek prezydium (1989–1991). W latach 1991–1994 członek pakistańskiego Sądu Najwyższego. Po przejściu na emeryturę w sądownictwie, rozpoczął karierę polityczną, zostając w 1997 członkiem senatu. Od 1 stycznia 1998 do 20 czerwca 2001 prezydent Pakistanu. Podał się do dymisji przed końcem kadencji.